# Nordstrom
Nordstrom — американская компания, управляющая сетями универмагов Nordstrom и магазинов-аутлетов Nordstrom Rack. Штаб-квартира расположена в Сиэтле (штат Вашингтон).

## История

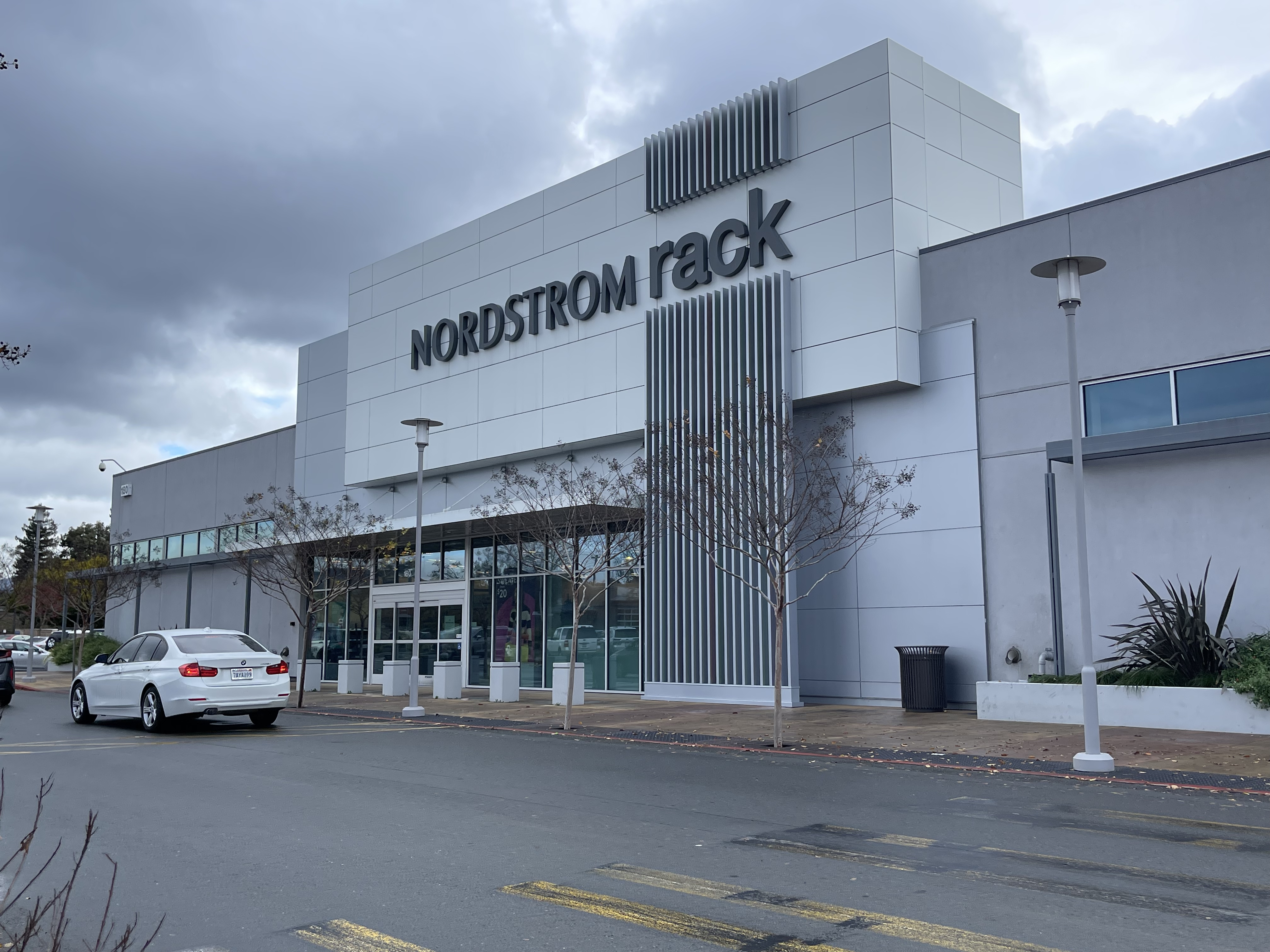
Аутлет Nordstrom Rack в Калифонии

В 1901 году эмигранты из Швеции Джон Нордстром и Карл Валлин открыли в Сиэтле обувный магазин, назвав его Wallin & Nordstrom. Второй магазин, также в Сиэтле, был открыт в 1923 году. В 1928 году Джон Нордстром передал руководство магазинами своим сыновьям Эверетта и Элмеру. В следующем году Валлин продал свою.долю сыновьям Нордстрома, после чего магазины были переименованы в Nordstrom’s. В 1950 году было открыто ещё 2 магазина, один — в Портленде (Орегон), второй — в пригороде Сиэтла в Northgate Mall, первом торговом центре США. К 1961 году оборот компании достиг 12 млн долларов, у неё было 8 магазинов и 13 отделов в универмагах.
В 1963 году была куплена сеть магазинов одежды Best Apparel, которая также базировалась в Сиэтле. В 1966 году была приобретена сеть аутлетов Nicholas Ungar с главным офисом в Портленде. С середины 1960 годов компания начала открывать крупные магазины, торговавшие как одеждой, так и обувью. В 1967 году сеть была переименована в Nordstrom Best, выручка за этот год достигла 40 млн долларов.
В 1968 году руководство компанией перешло к третьему поколению Нордстромов. В августе 1971 года компания провела первичное публичное предложение, однако акции обращались на внебиржевом рынке, листинг на Нью-Йоркской фондовой бирже был получен только в 1999 году. В 1973 году был открыт первый аутлет Nordstrom Rack, магазин, предназначенный для продажи остатков товара по сниженным ценам. В 1978 году компания открыла свой первый магазин в Калифорнии; в этом году выручка достигла 300 млн долларов. К 1980 году у компании был 31 магазин в 6 штатах.
Для компании 1980-е годы были периодом быстрого роста, только в Калифорнии было открыто более 20 новых универмагов. В 1985 году выручка достигла 1 млрд долларов, а в 1987 году — 1,92 млрд долларов. В марте 1988 года был открыт первый универмаг на Восточном побережье, в Маклейне (Виргиния).
Сеть Nordstrom была известна высоким уровнем обслуживания, в основном это объяснялось тем, что продавцы работали за комиссионные; менеджеры, как правило, назначались из числа продавцов, что служило дополнительным стимулом. В феврале 1990 года департамент труда и промышленности штата Вашингтон пришёл к выводу, что Nordstrom нарушает трудовое законодательство штата, и обязал компанию выплатить продавцам компенсацию за оказание покупателям услуг, которые не входили в их обязанности (например, доставку товаров на дом).
В начале 1990-х годов рост компании замедлился из-за рецессии в южной Калифорнии, на которую приходилось более половины торговых площадей сети Nordstrom. Основными центрами роста стали Средний Запад, юг и северо-восток США. В 1993 году в партнёрстве с французской компанией Façonnable был открыт бутик дорогой одежды в Нью-Йорке. В 1995 году руководство компанией перешло к четвёртому поколению Нордстромов, со-президентами стали сразу 6 правнуков основателя. В 1996 году первые магазины Nordstrom появились в Далласе, Денвере, Детройте и Филадельфии. В 1998 году был запущен онлайн-магазин nordstrom.com. К 2000 году сеть компании насчитывала 77 универмагов Nordstrom, 38 аутлетов Nordstrom Racks и 23 бутика Façonnable; выручка достигла 5,53 млрд долларов. В том же 2000 году компания Façonnable была поглощена, что добавило к сети Nordstrom ещё более 30 бутиков в Европе; в 2007 году эта компания была продана.
В 2014 году компания вышла на рынок Канады. В марте 2023 года было принято решение о прекращении работы в этой стране; к июню были закрыты 6 магазинов Nordstrom и 7 Nordstrom Rack.
В конце 2024 года семья Нордстром объявила о намерении в 2025 году выкупить акции компании и провести делистинг. Партнёром в этой операции стоимостью 6,25 млрд долларов станет мексиканская сеть универмагов El Puerto de Liverpool, которая получит 49,9 % акций Nordstrom.

## Деятельность

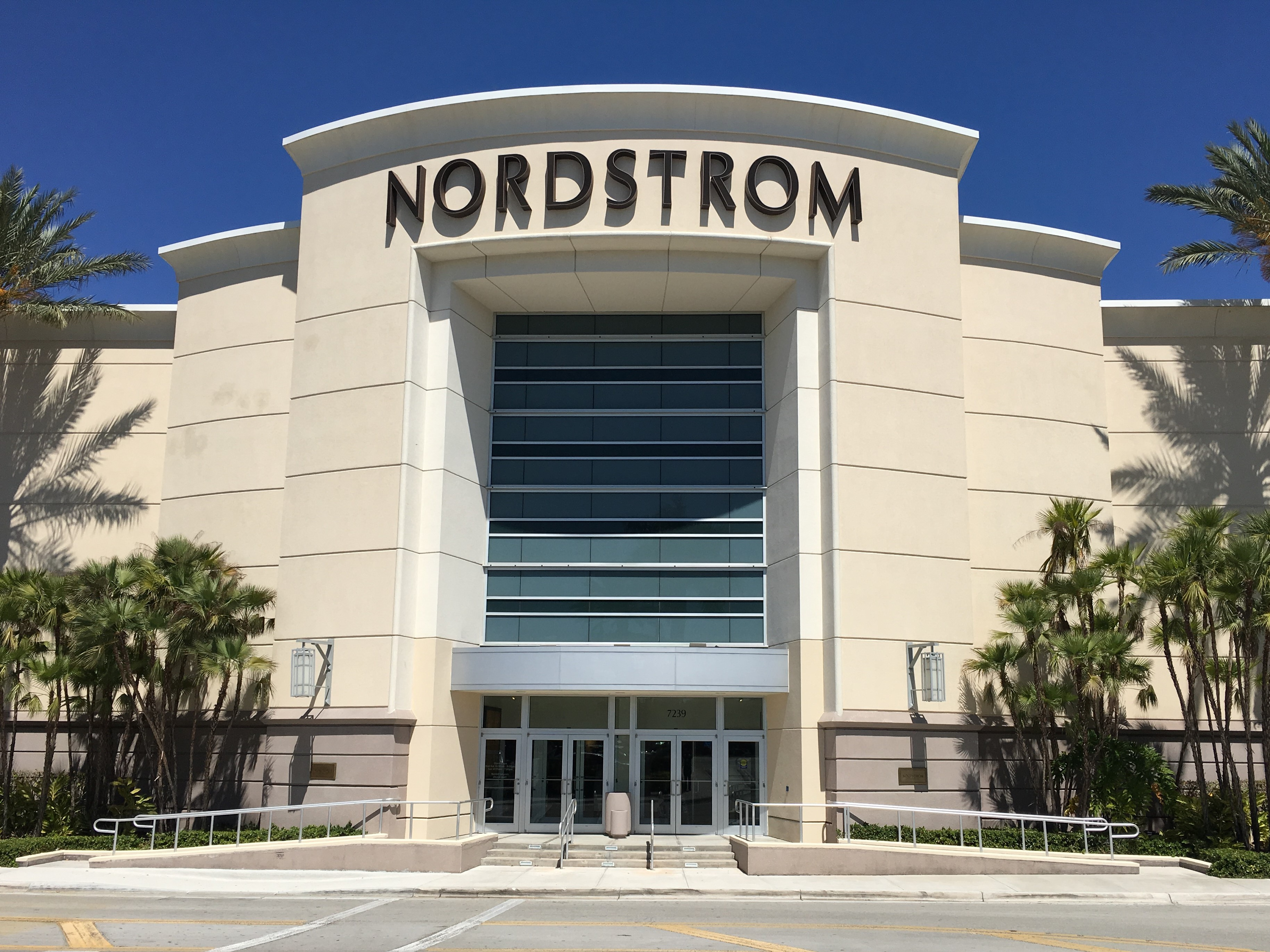
Универмаг Nordstrom в Майами

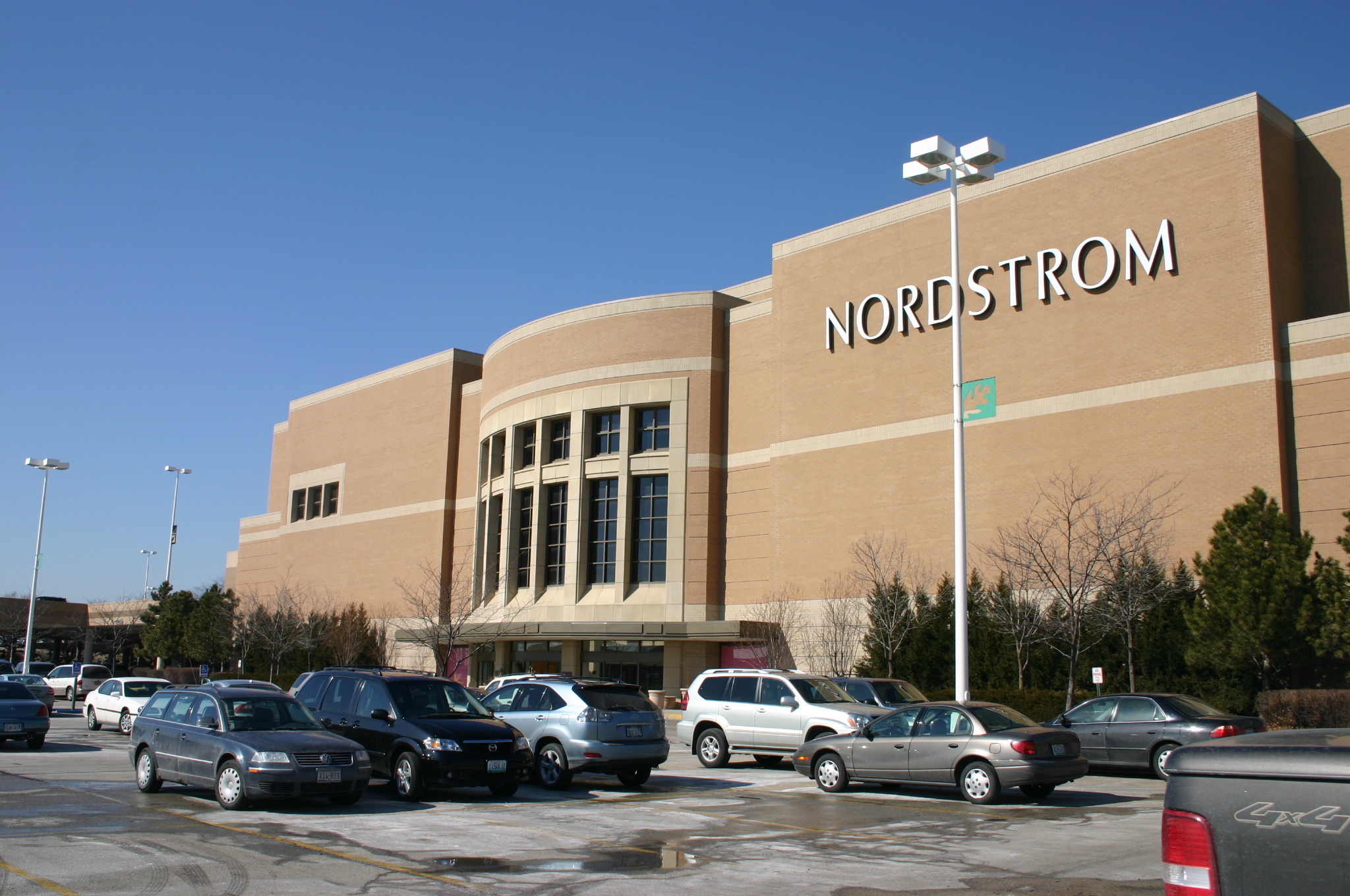
Универмаг Nordstrom в Канзасе

По состоянию на февраль 2025 года сеть компании насчитывала 98 магазинов Nordstrom и 276 магазинов формата «оф-прайс» Nordstrom Rack, а также 2 магазина окончательных распродаж Last Chance. Часть товаров продаётся под собственными торговыми марками: Nordstrom, Nordstrom Rack, Zella, Z by Zella, BP., Open Edit, Chelsea28, Caslon, Halogen, Tucker + Tate, Treasure & Bond, 14th & Union, Leith, Abound, Harper Canyon и Melrose and Market. Компания выпускает свои кредитные карты в партнёрстве с канадским банком Toronto-Dominion.
От общего числа магазинов (376) наибольшее число было в Калифорнии (97), Техасе (31), Флориде (26), Иллинойсе (21), Вашингтоне (18), Аризоне (12), Нью-Джерси (12), Нью-Йорке (12), Огайо (11), Колорадо (10), Массачусетсе (10), Мэриленде (10), Орегоне (10), Пенсильвании (10).
Выручка компании за 2024/25 финансовый год составила 15 млрд долларов, из них на магазины Nordstrom пришлось 9,4 млрд долларов, на магазины Nordstrom Rack — 5,2 млрд долларов, на кредитные карты — 0,5 млрд долларов. Распределение выручки по категориям товаров: женская одежда — 29 %, обувь — 26 %, мужская одежда — 15 %, косметика — 12 %, галантерея — 11 %, детская одежда — 4 %, другое — 3 %.
В списке крупнейших компаний США Fortune 500 за 2024 год Nordstrom заняла 286-е место.